# Ezio Zermiani
Ezio Zermiani (Bolzano, 3 luglio 1941) è un giornalista sportivo italiano.

## Biografia
Poco più che ventenne, nel 1965 è tra i fondatori del Festival studentesco di Bolzano, rassegna culturale dedicata alle scuole medie superiori della provincia di Bolzano; in tale ambito entra in contatto con la Rai, con la quale inizia a collaborare nei primi anni settanta presso la sede regionale altoatesina, interrompendo gli studi universitari. Nei primi tempi lavora in radio e si occupa essenzialmente di cronaca giudiziaria: nel 1973 segue il caso dell'omicidio di Maria-Luise Platzgummer, perpetua della parrocchia di Santa Gertrude in Val d'Ultimo, per il quale viene inquisito il parroco don Josef Steinkasserer, poi prosciolto da tutte le accuse per assenza di prove.
Nel 1975 diventa giornalista professionista e nel 1978 entra a far parte della redazione del GR1 diretta da Sergio Zavoli, dividendosi tra Milano e Bolzano; sempre nel capoluogo altoatesino, nel 1979, è tra i redattori che si occupano di inaugurare il telegiornale regionale del Trentino-Alto Adige. Anche nel passaggio alla televisione continua a occuparsi di cronaca giudiziaria: dal gennaio 1984 segue le indagini sull'omicidio di Franz Masoner, portiere dell'istituto ODAR di Bolzano, ed è anche grazie alle sue ricerche che il principale indiziato del delitto riesce infine a dimostrare la veridicità del proprio alibi e quindi ad ottenere il proscioglimento dalle accuse.
Realizza anche servizi per le rubriche del Tg1 Cronache Italiane, Tg l'una, Primissima e Prisma.
Lavorando al giornale radio conosce Tito Stagno, che lo coopta nella redazione de La Domenica Sportiva e lo impiega nella realizzazione di servizi dapprima sul motomondiale, poi sui rally e infine sulla Formula 1; nel 1982, a seguito della scomparsa di Beppe Viola, diviene inviato fisso della TV pubblica italiana ai Gran Premi della massima categoria automobilistica. Per i successivi dodici anni lavora insieme al telecronista Mario Poltronieri e ai commentatori tecnici Gianfranco Palazzoli e Clay Regazzoni, quest'ultimo ex pilota di Ferrari e Williams, imponendosi sulla scena per il proprio stile estroso ed esuberante, del tutto opposto alla misurata pacatezza dei colleghi, e introducendo l'usanza delle interviste ai piloti sulla griglia di partenza. Ciò lo porta altresì a stringere forti legami d'amicizia con diversi piloti (su tutti Nelson Piquet ed Elio De Angelis) e con molti addetti ai lavori della Formula 1.
È lo stesso Poltronieri, nel 1982, ad attribuirgli il soprannome di "Topolino", in riferimento alla sua corporatura minuta e alle vistose cuffie anti-rumore indossate durante il lavoro. Zermiani continua a ricoprire l'incarico di inviato in pista fino al 1998, lavorando coi successori di Poltronieri e Palazzoli. Nel 2000 passa a dirigere la redazione sportiva Rai di Milano e nel 2004 è stato il promotore della costituzione della redazione motori di Rai Sport; al contempo idea e conduce le rubriche Pit Lane e Numero Uno. Pensionato giornalisticamente nel 2006, continua a lavorare come opinionista per la televisione e la carta stampata. Dal 2007 al 2009 è stato direttore dell'autodromo Enzo e Dino Ferrari di Imola.